# Ehrenmedaille der Stadt Leipzig
Die Ehrenmedaille der Stadt Leipzig ist nach der Ehrenbürgerschaft die zweithöchste Auszeichnung, die die Stadt Leipzig vergibt.

## Vergabe
Die Ehrenmedaille wird seit 1997 an lebende Personen verliehen, die sich um das Gemeinwohl und das Ansehen der Stadt Leipzig verdient gemacht haben. Das kann durch außergewöhnliche Leistungen auf wissenschaftlichem, wirtschaftlichem, kulturellem, sportlichem, sozialem, religiösem oder politischem Gebiet geschehen sein.
Auf Vorschlag von jeder natürlichen oder juristischen Person, eines Verbandes oder sonstigen Vereinigung entscheidet nach  nichtöffentlicher Vorberatung im Verwaltungsausschuss der Stadtrat in öffentlicher Sitzung mit Zweidrittelmehrheit über die Vergabe der Medaille. Mit der Auszeichnung sind keine finanziellen Zuwendungen verbunden. Die Anzahl der lebenden Träger der Medaille soll die Zahl 25 nicht übersteigen.

## Die Medaille
Die kreisförmige Medaille ist zusammengesetzt aus Streifen von Silber und verschiedenfarbigem Serpentinit. Beide Materialien spielten im historischen sächsischen Bergbau eine bedeutende Rolle. Die Medaille zeigt auf zwei der silbernen Elemente das Leipziger Stadtwappen und die Worte „Viribus unitis“ (Mit vereinten Kräften), die auch die Decke des Ratsplenarsaals des Neuen Rathauses zieren.
Die Medaille wurde von der Hallenser Künstlerin Ingrid Haufe entworfen.

## Die Träger der Medaille
- 1997: Roswitha Maria Schröter, Aron Adlerstein, Siegfried Schmutzler, Kurt Schoop, Werner Heiduczek
- 1998: Cornelius Weiss, Helmut Klotz, Kerstin Knüpfer, Arend Oetker
- 1999: Agnes Berkemeier, Roland Quester, Hans-Jürgen Sievers, Anita Unger, Helmut Warmbier
- 2001: Otto Sperling, Thomas Noack
- 2004: Bernhard Heisig, Werner Tübke, Wolfgang Mattheuer
- 2005: Wolf-Dietrich Freiherr Speck von Sternburg, Rolf Kralovitz, Brigitte Kralovitz, Friedrich Magirius
- 2007: Egidius Braun
- 2009: José Carreras
- 2011: Ralph Kohn
- 2012: Matthias Klemm
- 2013: Horst Förster
- 2014: Christoph Wolff
- 2017: Herbert Blomstedt
- 2019: Verena von Mitschke-Collande
- 2023: Svante Pääbo
- 2025: Günter Schmidt